# Бучалото
Бучалото е водопад в град Радомир, Западна България. Височината му е около 10 m.
Интересното при водопада е, че с течение на времето и под въздействието на външните земни сили се е образувала вид природна забележителност под формата на купол, в средата на който тече р. Изворска (ляв приток на р. Струма). През лятото в големите горещини в основата на „купола“ температурата достига около 12 °C. Самото образувание е с преобладаващо съдържание на варовик в скалите и постоянно е под заплахата на ерозията, изветрянето и денудацията.
Територията около Бучалото е облагородена и рекунструирана през 2002 г. с финансиране по Програма ФАР. Изградено е изкуствено езерце, мостчета и места за отдих.